# Bomilcare (II secolo a.C.)
Bomilcare (fl. II secolo a.C.) è stato un comandante numida durante la guerra giugurtina.

## Biografia
Sallustio riporta che fosse un sottufficiale di Giugurta durante la battaglia del fiume Muthul. Prima di lanciare l'attacco dalla cima di un colle all'esercito romano guidato da Metello, Giugurta manda Bomilcare con elefanti e fanteria al fiume Muthul, per impedire alle truppe romane di rifornirsi d'acqua.